# Genezing van de bloedvloeiende vrouw

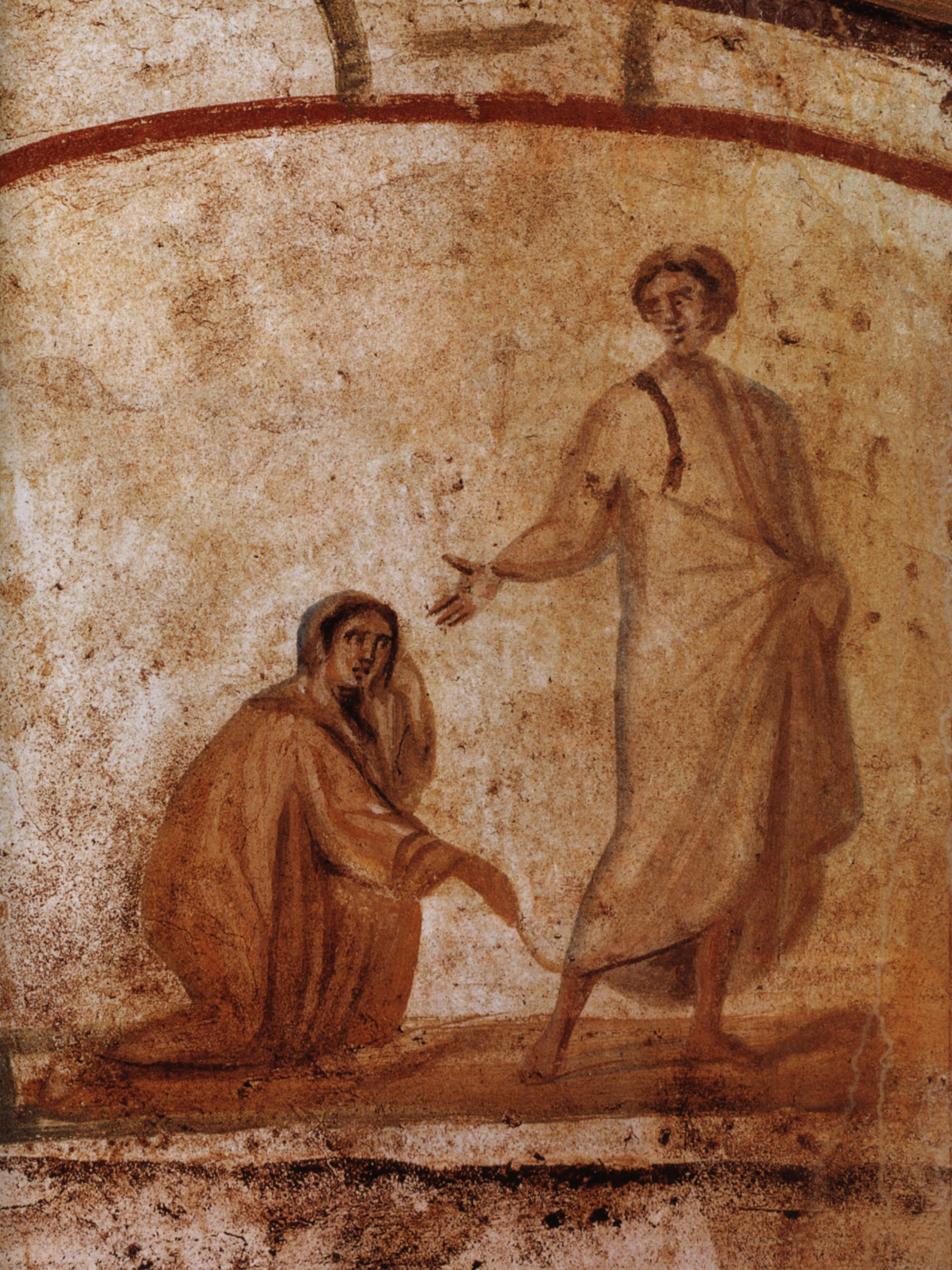
De genezing van de bloedende vrouw in de Petrus en Marcellinus-catacombe in Rome.

De genezing van de bloedvloeiende vrouw is een van de wonderen van Jezus, beschreven in de synoptische evangeliën (Matteüs 9:20–22, Marcus 5:25-34, Lucas 8:43–48).

## Verhaal
Een vrouw in Kafarnaüm leed twaalf jaar aan bloedvloeiingen en had ze haar hele vermogen aan artsen uitgegeven zonder enig resultaat. De kwaal was alleen maar erger geworden. Ze had gehoord over Jezus en dacht dat als ze alleen zijn mantel maar zou aanraken, zij zou worden genezen. Ze begaf zich daarom in de menigte en raakte Jezus' kleed (of de zoom ervan) aan, waardoor ze genezen werd. Jezus voelde dat hierdoor hem kracht verliet, vroeg wie hem had aangeraakt. De vrouw kwam trillend naar Jezus toe, viel voor hem neer en vertelde waarom zij hem had aangeraakt en dat zij werd genezen. Jezus zei: "Uw geloof heeft u gered".

### Structuur
Het verhaal in Matteüs is het meest compact van de drie versies en wijkt op onderdelen af van Marcus en Lucas. Zo ontbreekt het zoeken naar genezing bij artsen en de menigte in de versie van Matteüs. Jezus zag in deze versie direct de vrouw die hem had aangeraakt, in plaats van dat hij merkte dat een kracht hem verliet en hij iemand zocht in de menigte. Over de vrouw wordt niet gezegd dat ze trilde en voor hem neerviel en de vrouw werd pas genezen nadat Jezus tot haar sprak.
Dit verhaal onderbreekt in de evangeliën het verhaal over de opwekking van de dochter van Jaïrus, een stilistisch element dat wetenschappers een raamvertelling of sandwichverhaal noemen.

### Interpretatie
Door haar vloeiingen was ze volgens de wet van Mozes onrein (Leviticus 15:19). Een dergelijke situatie leidde tot sociale en religieuze isolatie. Ze kon hierdoor niet trouwen en als ze al wel getrouwd was, sloot dit seksuele handelingen met haar echtgenoot uit en was dat voor hem een grond voor echtscheiding. De wet van Mozes stond haar niet toe in de menigte te zijn en ze mocht Jezus niet aanraken, ook niet zijn kleding (Leviticus 13:47-49; 15:21-22).

## Traditie
In het apocriefe Evangelie van Nikodemus wordt deze vrouw in het Grieks Βερενίκη, Berenikē genoemd - gelatiniseerd: Veronica. In de 11e eeuw werd dit verhaal uitgebreid, waarbij Jezus haar een portret van zichzelf gaf, waarmee ze later keizer Tiberius genas. In het wijdverspreide boek Meditationes Vitae Christi of Meditationes De Vita Christi (1380) werd dit verbonden aan de kruisweg. Ergens voor het midden van de 15e eeuw werd een relikwie aan dit verhaal verbonden: een doek waarop het gezicht van Christus was afgebeeld.
Uiteindelijk werden al deze elementen samengevoegd tot de traditie dat de heilige Veronica Jezus een doek aanbood om het zweet en bloed van zijn gezicht te vegen, terwijl hij zijn kruis in Jeruzalem droeg, op weg naar Golgotha. Op deze doek (de "doek van Veronica") zou door een wonder Jezus' gelaat zijn afgebeeld.